# Transkript (Zeitschrift)
Transkript (Eigenschreibweise |transkript) – Untertitel: Wirtschaft, Technologie, Leben – ist ein quartalsweise erscheinendes Fachmagazin, das sich auf die Bereiche Biotechnologie und Biopharma spezialisiert hat. Zudem ist es das Organ von BIO Deutschland, der Deutschen Gesellschaft für Proteomforschung (DGPF) und der Biotechnologischen Studenteninitiative (btS). Herausgeber ist die Biocom AG aus Berlin. Die verbreitete Auflage liegt laut Mediadaten 2021 bei 10.500 Exemplaren, wobei knapp 4.500 Exemplare auf die verkaufte Auflage mit Abos und Mitgliederstücken entfallen und knapp 5.500 auf Freistücke inklusive Messeexemplare.

## Hintergrund
Die erste Ausgabe des laut Angaben in der Zeitschriftendatenbank bis 2018 monatlich erscheinenden Titels wurde 1995 veröffentlicht. In der Zeitschriftendatenbank sind auch die früheren, heute nicht mehr aktiven Zusätze vermerkt: „Biotechnologie in Wirtschaft, Forschung und Politik“ sowie „offizielles Mitteilungsblatt der VBU – Vereinigung Deutscher Biotechnologie-Unternehmen“.
Redaktionell beschäftigt sich das Fachmagazin mit Hintergrundberichten, Nachrichten, Kommentaren und Interviews mit Biotechnologie und Biopharma in Wirtschaft, Forschung und Politik. Dazu kommen Servicerubriken sowie in allen Ausgaben die Sonderteile „Laborwelt“ (Technologie) und „medtech zwo“ (Medizintechnik).
Korrespondierende Titel im Verlagsprogramm sind das „European Biotechnology Science and Industry Magazine“ (englischsprachig, quartalsweise) sowie die jährlich erscheinenden Verzeichnisse „Guide to German Biotech Companies“, „Guide to German Medtech Companies“ und „European Biotechnology Science & Industry Guide“.